# جاده ای۱۷۸
جاده ای۱۷۸ (انگلیسی: A178 road) یکی از جاده‌های کشور انگلستان است.
این جاده از شهرک هارتل‌پول شروع و در شهر میدلزبورو به پایان می‌رسد، طول این جاده ۱۵ کیلومتر است.